# Isaac Florentine
Isaac Florentine (em hebraico:  יצחק פלורנטין) (28 de julho de 1958), né Yitzhak Florentin, é um diretor de cinema israelense. Ele é mais conhecido por seus filmes de artes marciais e gênero de ação, nomeadamente Undisputed II: Last Man Standing (2006), Undisputed III: Redemption (2010), Ninja (2009), Ninja: Shadow of a Tear (2013) e Close Range ( 2015) e pelo lançamento da carreira do ator britânico Scott Adkins. Florentine completou sua graduação em Cinema e Televisão pela Universidade de Tel Aviv.

## Vida pregressa
Florentine visitou regularmente os cinemas locais durante sua infância em Israel, citando Sergio Leone e Bruce Lee como seus maiores ídolos e subsequentes influências cinematográficas. Quando jovem, completou o serviço obrigatório no Exército Israelita durante três anos antes de estudar Cinema e Televisão na Universidade de Tel Aviv. Também treinou artes marciais desde a infância, aprendendo judô e caratê a partir dos estilos Kyokushin, Shito-ryu e Goju-Kai, e começou a ensinar caratê em 1978 antes de abrir sua própria escola em 1979, onde também treinaria regularmente até hoje. Enquanto estudava na universidade, ele completou seu primeiro curta-metragem, Farewell Terminator (1987), que ganhou sete prêmios no Festival de Cinema de Mograbee.

## Carreira
Em 1988 ele se mudou para os Estados Unidos com sua família para seguir carreira no cinema. Sua primeira oportunidade veio ao conhecer os produtores Ronnie Hadar e Jonathan Tzachor, que o convidaram para se juntar à equipe de produção da série de TV Mighty Morphin 'Power Rangers como coordenador de dublês e diretor de segunda unidade. Depois de ver seu primeiro curta-metragem, Menahem Golan, da Cannon Films, também ofereceu a Florentine a chance de dirigir seu primeiro longa-metragem, Desert Kickboxer (1992).
Florentine é positivo sobre seu tempo em Power Rangers, onde aprimorou muitas habilidades e técnicas de cinema. Porém, ele não abraçaria seu agora reconhecido estilo de direção, filmando com edições mínimas e limpas nos moldes de seus outros ídolos Buster Keaton e Charlie Chaplin, até seu terceiro longa-metragem, High Voltage (1997).
Como próximo grande passo em seu trabalho, ele escalou o jovem ator britânico Scott Adkins para um papel coadjuvante em Força Especial (2003), tendo recebido sua fita demo, e isso marcaria a primeira de muitas colaborações, incluindo produção, direção e até segunda direção de unidade, lançando a carreira de Adkins.
Florentine também dirigiu o documentário The Life and Legend of Bob Wall (2003) e a segunda unidade dirigiu The Legend of Hercules (2014).

## Filmografia

### Atuando
- Farewell, Terminator
- Marilyn Hotchkiss' Ballroom Dancing and Charm School
- Acts of Vengeance

### Direção
- Farewell, Terminator (curta, 1987)
- Desert Kickboxer (1992)
- Savate (1995)
- Power Rangers Zeo: Zeo Quest (1996)
- High Voltage (1997)
- Bridge of Dragons (1999)
- Cold Harvest (1999)
- Power Rangers Time Force - Quantum Ranger: Clash for Control (2001)
- U.S. Seals II (2001)
- Força Especial (2003)
- The Life and Legend of Bob Wall (2003)
- Max Havoc: Curse of the Dragon (cenas finais, 2004)
- Undisputed II: Last Man Standing (2006)
- The Shepherd: Border Patrol (2008)
- Ninja (2009)
- Undisputed III: Redemption (2010)
- Assassin's Bullet (2012)
- Ninja: Shadow of a Tear (2014)[9]
- Close Range (2015)
- Boyka: Undisputed (não-creditado, 2016)[10][11]
- Acts of Vengeance (2017)
- Seized (2020)
- Hounds of War (2023)
- Hellfire (2023)
- Claw (N/A)

### Outros
- Power Rangers Super Megaforce - Consultor
- The Legend of Hercules - (2014) - Diretor da Segunda Unidade
- Boyka: Undisputed (2017) - Produtor
- 211 (2018) - Produtor

## Prêmios
| Ano  | Trabalho Nomeado           | Prêmio                                          | Categoria      | Resultados | Ref.   |
| ---- | -------------------------- | ----------------------------------------------- | -------------- | ---------- | ------ |
| 2010 | Indiscutível III: Redenção | ActionFest                                      | Melhor Diretor | Venceu     | [ 12 ] |
| 2010 | Indiscutível III: Redenção | Ação no Cinema Festival Internacional de Cinema | Melhor Diretor | Indicado   | [ 13 ] |